# 10243 Hohe Meissner
10243 Hohe Meissner eller 3553 P-L är en asteroid i huvudbältet som upptäcktes den 22 oktober 1960 av den nederländsk-amerikanske astronomen Tom Gehrels och det nederländska astronomparet Ingrid van Houten-Groeneveld och Cornelis Johannes van Houten vid Palomarobservatoriet. Den är uppkallad efter vulkanen Hohe Meissner.
Asteroiden har en diameter på ungefär 10 kilometer och den tillhör asteroidgruppen Dora.